# غرفة عمليات غضب الزيتون
غرفة عمليات غضب الزيتون هي مجموعة متمردة تنشط في المناطق التي تسيطر عليها تركيا في شمال سوريا.

## التاريخ
تدعي المجموعة أنها تأسست بعد الغزو التركي لعفرين وهي مدعومة من عدة جماعات متمردة أخرى. الجماعة نشطة منذ منتصف صيف 2018، ونفذت عشرات الاغتيالات والتفجيرات ضد قوات المتمردين التي تدعمها تركيا. وبما أن المجموعة تعهدت بقتل ليس فقط الجنود الأتراك والمقاتلين السوريين المتحالفين معهم ولكن أيضًا كل من يتعاون مع القوات الموالية لتركيا، فقد تم وصفها مع فصيل آخر متمرد مناهض لتركيا («صقور عفرين») بأنها «فرق موت». جادل محلل الأمن في الشرق الأوسط، نيكولاس أ. هيراس أن غرفة عمليات «غضب الزيتون» و«صقور عفرين» قد تشكلتا كمنظمات واجهة لـ«وحدات حماية الشعب»، لأن الأخيرة «تتعرض لضغوط من الولايات المتحدة لتنأى بنفسها عن الاغتيالات الأكثر إثارة للجدل في عفرين». وبالمثل، فقد وصفت «المصدر نيوز» الموالية للحكومة السورية المجموعة بأنها «خلية نائمة من وحدات حماية الشعب».
تعد غرفة عمليات غضب الزيتون من بين أكثر الجماعات المتمردة نشاطًا في عفرين إلى جانب وحدات حماية الشعب وقوات تحرير عفرين.

## تكتيكات
تشن المجموعة في المقام الأول حرب عصابات ضد القوات المدعومة من تركيا في الريف مستخدمة الكمائن والتفجيرات، التي غالبًا ما تشن في الليل. بخلاف وحدات حماية الشعب في عفرين، تقوم غرفة عمليات غضب الزيتون أيضًا بأعمال خطف وإعدام واغتيالات ضد مسلحين مدعومين من تركيا ومدنيين يتعاونون مع القوات التركية. على سبيل المثال قيل إن المجموعة حاولت عدة مرات قتل حسن شندي، وهو عضو في مجلس عفرين المدعوم من تركيا حتى فر إلى أوروبا في أغسطس 2018.